# مارلون گومس
مارلون گومس (انگلیسی: Marlon Gomes؛ زادهٔ ۱۴ دسامبر ۲۰۰۳) بازیکن فوتبال اهل برزیل است که در حال حاضر برای باشگاه فوتبال شاختار دونتسک بازی می‌کند. 
وی همچنین در تیم‌های ملی فوتبال زیر ۱۷ سال برزیل و زیر ۲۰ سال برزیل بازی کرده است.